# 宇都宮満綱
宇都宮 満綱（うつのみや みつつな、天授2年/永和2年（1376年） - 応永14年10月3日（1407年11月2日））は室町時代中期の武将で、下野国の宇都宮氏第12代当主。第11代当主宇都宮基綱の子。母は細川頼元の娘。子に第13代当主宇都宮持綱室。

## 生涯
1380年、父が裳原の戦いで小山義政に敗れ戦死し、家督を継承した。とは言え、まだ幼少であったため、初めは叔父の氏広が補佐役として当主の職務を代行していたものと思われる。正確な時期は分かっていないが、やがては元服し、第2代鎌倉公方足利氏満より偏諱の授与を受けて満綱と名乗る。家督継承時に勃発した小山義政の乱の後、下野国守護職は結城氏のものとなっていたが、1399年には、前年に就任したばかりの第3代鎌倉公方足利満兼（氏満の子）から結城氏や小山氏などとともに関東八屋形に任じられている。尚、翌1400年には鎌倉公方と対立した叔父の氏広が反乱（栗原郡三迫の戦い）を起こしているが、満綱がこれに加担した形跡はみられない。1405年、宇都宮城下の下河原に長楽寺を建立した。長楽寺は既に廃寺となっているが、満綱が造立した本尊は「汗かき阿弥陀」として宇都宮市一向寺に現存し、国の重要文化財に指定されている。男子がなく、後継には一族の武茂氏から持綱を婿養子に迎えた。
応永14年（1407年）10月3日、鎌倉で32歳で病没した。